# Émile Joly
Cet article concerne le résistant français. Pour pour le cycliste belge, voir Émile Joly (cyclisme). Pour les autres significations, voir Joly.
Émile Joly, alias Valentin, est un résistant français né le 11 mai 1910 à Mont-de-Laval. Il était commandant du maquis d’Écot. Il fut grièvement blessé le 8 juillet 1944 et préféra se suicider plutôt que de se livrer aux Allemands.

## Présentation
Il était lieutenant au 3e régiment de hussards à Montauban puis commandant du Maquis d’Écot (son alias était Valentin et il était commandant du groupement de résistance de Montbéliard, en liaison avec OCM et le réseau BUCKMASTER),.
Il résidait à Étouvans (village natal de sa femme).
« Valentin », chef d'escadron, est le chef de tous les groupes de résistance du Nord Franche-Comté.
Il a installé son poste de commandement à Audincourt dans la maison de Gilbert et Marthe Cuenin et réside à Valentigney.
Dès la fin de mai 1944, « Paul » (alias d'Ernest-Frédéric Floege) et « Valentin » participent à un sabotage d'un train près de Montbéliard.
Dans la nuit du 5 au 6 juin 1944, une partie de l'équipe de « Valentin » fait sauter le pont de chemin de fer à Voujeaucourt. Le gros des troupes qui ne participaient pas à ce sabotage gagnent le maquis et s'installent dans les bois de la petite commune d'Écot.

### Maquis d'Écot
Il était constitué :
- au centre du bois le groupe de commandement, les agents de liaison, les responsables du ravitaillement, le groupe d'Étouvans commandé par Georges Laclef ;
- à la lisière du bois, le groupe de Bavans, commandé par Robert Brand ;
- à l'est, le groupe de Bart commandé par Henri Schwalm et le groupe de Vandoncourt commandé par Robert Cuenot, puis par Michel Banet ;
- à l'ouest, face au village d'Écot, le groupe de Sainte-Suzanne, commandé par Alfred Gault.

Le 8 juillet 1944, à l'aube, les Allemands lancent une attaque soudaine et importante. Le combat est dur. « Valentin » souhaite battre en retraite en gagnant le plateau de Lomont. Il est pris à revers à Vermondans par les Allemands. 16 combattants sont tués dont le commandant Joly (qui ne fut pas directement tué mais qui, grièvement blessé, préféra se suicider plutôt que de se livrer aux Allemands), 2 blessés et 25 prisonniers. Le chef de la Gestapo de Montbéliard « le grand Karl » dit à cette occasion : « Avec Valentin, la Résistance est morte dans la région ».
Le maquis d'Écot aura duré un mois, de début juin 1944 au 8 juillet 1944.

## Reconnaissance
Son nom figure sur le monument de la Libération, à Besançon, sur le monument aux morts de Le Bizot et sur une stèle à Étouvans.

## Distinctions
Il est reconnu « Mort pour la France ».
- Médaille de la Résistance française avec rosette par décret du 24 avril 1946[9].